# Rescate al límite
Rescate al límite (Out of Reach en V.O.) es una película estadounidense de acción de 2004 dirigida por Po-Chih Leong y escrita por Trevor Miller. El film está interpretado por Steven Seagal en el papel de un militar retirado e Ida Nowakowska, una joven huérfana víctima de una posible tráfico de niños en Polonia.

## Argumento
William Lansing (Steven Seagal) es un agente retirado del CSA y antiguo combatiente en Vietnam que vive en un bosque situado al norte de Alaska teniendo como único contacto con el exterior, mensajería por correo con Irena Morawska (Ida Nowakowska), una joven de 13 años que vive en un orfanato de Varsovia y a la que realiza donativos. Pero cuando las cartas dejan de llegar, piensa que algo grave pudo suceder y viaja hasta Polonia en busca de la niña.
Una vez allí y con la ayuda de otro huérfano (Jan Plazalski) descubre que el orfanato es en realidad una tapadera y que los niños han sido vendidos a un traficante llamado Faisal (Matt Schulze). No obstante, Irena, conocedora de las claves secretas que Lansing le enseñaba mientras se posteaban deja pistas para que este pueda rescatarla junto a los demás y echar abajo la red de trata de personas de Faisal.

## Reparto
- Steven Seagal es William Lansing.
- Ida Nowakowska es Irena Morawska.
- Agnieszka Wagner es Kasia Lato.
- Matt Schulze es Faisal.
- Krzysztof Pieczyński es Ibo.
- Robbie Gee es Lewis Morton.
- Murat Yilmaz es Azimi.
- Nick Brimble es Mister Elgin.
- Jan Plazalski es Nikki.
- Shawn Lawrence es Agente Shepherd.
- Hanna Dunowska es Rosie.
- Frank Hildebrand es Sr. del Servicio Postal
- Klaudia Jakacka es Petra.
- Jan Janga-Tomaszewski es Tío Pawel.
- Maria Maj es Sra. Donata

## Producción y recepción
El rodaje empezó en 2004 en Varsovia.
Las críticas por parte de los críticos fueron negativas: Robert Pardi de TV Guide hizo hincapié en el actor: "la carrera en declive de Seagal le ha llevado a protagonizar una película europea de bajo coste relacionada con causas sociales y escenas de kickboxing nada convincentes". En Beyond Hollywood comentaron la interpretación al señalar que: "fue la actuación más extraña que se ha visto jamás de Steven Seagal", en parte por el doblaje en algunas secuencias. Carl Davis de DVD Talk puntuó la película con 2 estrellas de 5 y añadió: "no es una pérdida de tiempo, pero sí de talento". Mitchell Hattawa de DVD Verdict fue el único en dirigirse directamente a la producción al definirla "compleja". Daniel Bettridge de The Guardian incluyó el film entre las películas "más estúpidas" de Seagal.